# Enrique Recio Fernández
Enrique Recio Fernández (1882-1927) fue un político mexicano, que gobernó Yucatán durante un breve período en el año de 1920 cuando fue presidente de México Adolfo de la Huerta.

## Juventud
Nació en Halachó, Yucatán, en 1882, fue hijo de José Recio Sánchez, oriundo de Camagüey, Cuba, y de Crisanta Fernández Brito, de Halachó. Cursó la escuela primaria en Mérida en la escuela de San Sebastián. El bachillerato lo estudió en el Instituto Literario de Yucatán y posteriormente inició la carrera de abogado en la Escuela de Jurisprudencia, sin terminarla. 
Se vinculó con el movimiento de Francisco I Madero en 1909 y dentro de este movimiento, participó en el intento de derrocamiento del gobernador de Yucatán Enrique Muñoz Aristegui. Al fracasar la intentona fue encarcelado, siendo liberado una vez iniciado la Revolución mexicana, en 1910.

## Inicio en la política
A partir de 1911 se dedica a la tarea de organizar al movimiento obrero y participa en la fundación de la Asociación Obrera Francisco I. Madero con la que apoya después al movimiento constitucionalista encabezado por Venustiano Carranza. Cuando Salvador Alvarado Rubio llega a Yucatán para gobernar el estado en 1915, Recio colaboró intensamente con él. Fue entonces nombrado presidente del Tribunal de Arbitraje, una de las primeras instituciones creadas por Salvador Alvarado en Yucatán a partir de las leyes denominadas Cinco hermanas, que incluyeron una Ley del Trabajo que se anticipó a la derivada de la Constitución federal de 1917.
También fue nombrado por Alvarado comandante militar en Progreso, Izamal, Motul, Tekax y Mérida.
En 1916 se afilia y participa en la fundación del Partido Socialista Obrero junto con Felipe Carrillo Puerto.

## Congreso constituyente
Fue elegido junto con Héctor Victoria Aguilar, Antonio Ancona Albertos, Manuel González Cepeda y Miguel Alonzo Romero, para representar a Yucatán en el congreso constituyente que se realizaría en la ciudad de Querétaro en 1916 y gracias a cuyos trabajos la Constitución de 1917 fue promulgada por el presidente Venustiano Carranza.
En tal congreso Recio se distinguió, junto con su colega Héctor Victoria, por sus posiciones de avanzada en materia laboral.

## Gobernador de Yucatán
Al regresar del constituyente, Recio se desempeña como alcalde de la ciudad de Mérida los años de 1918 y 1919. A finales de ese año, con motivo de la renuncia del gobernador Carlos Castro Morales, el Congreso del Estado nombró a Enrique Recio como gobernador provisional. Las fuerzas militares en la plaza impidieron que Recio asumiera el cargo y disolvieron al Congreso. En junio del siguiente año, 1920, para sustituir a Tomás Garrido Canabal que había sucedido de facto a Castro Morales, Enrique Recio es finalmente llevado a la gubernatura de Yucatán por el presidente Adolfo de la Huerta. En esa época convulsa, se desempeña en el cargo un mes, no sin antes provocarse una ruptura con quien había sido su amigo cercano, Felipe Carrillo Puerto, que más tarde sería llevado a la gubernatura de Yucatán por el Partido Socialista en cuya fundación ambos habían participado y del cual Recio fue expulsado a instancias del propio Carrillo Puerto.
Al ascenso de Carrillo Puerto al cargo de gobernador, Enrique Recio decide abandonar Yucatán. Es nombrado Oficial Mayor en el gobierno del estado de Guanajuato. Muere en la capital de esa entidad el año de 1927.